# سکولارزدایی

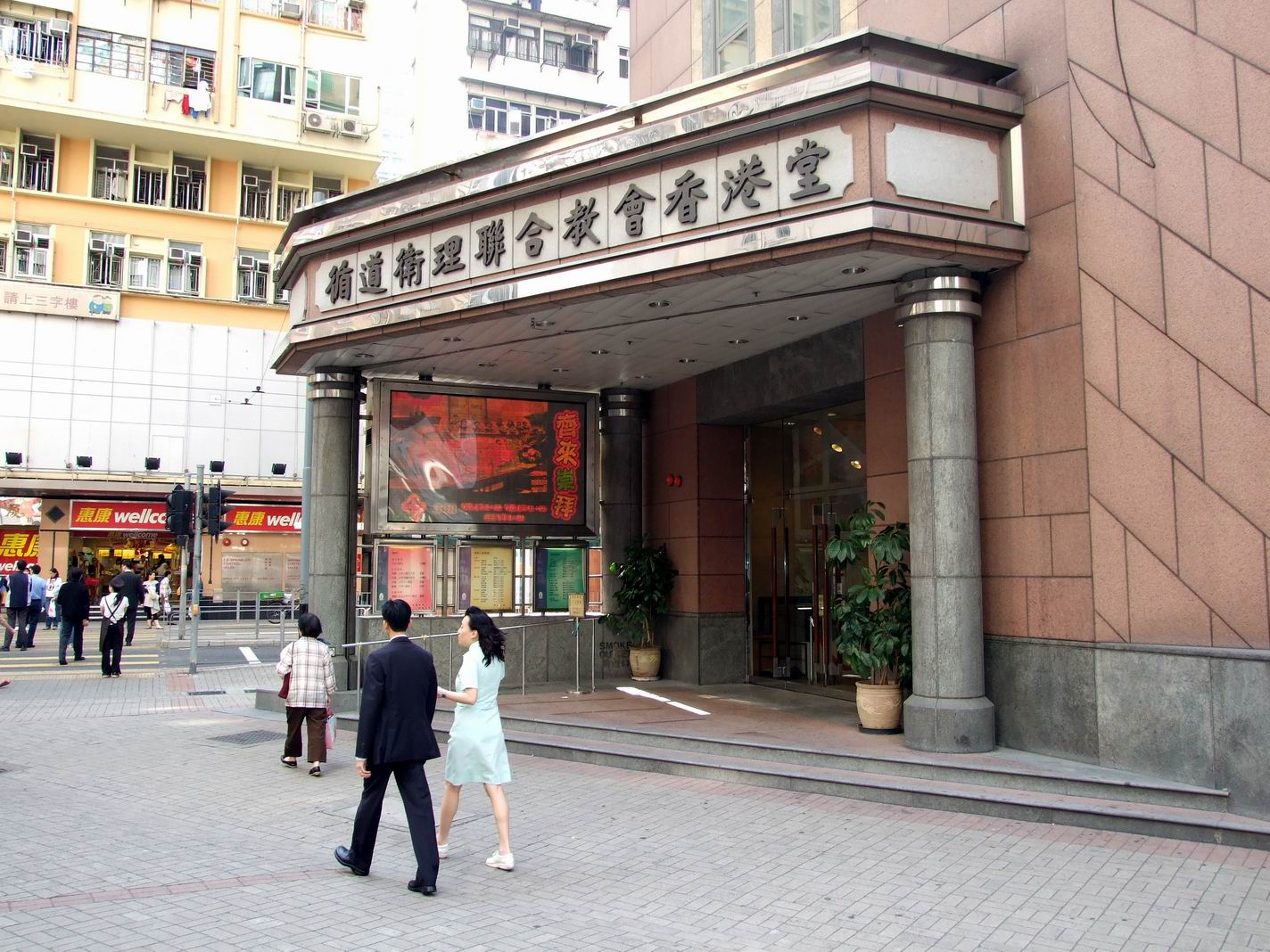
یک کلیسای متدیست چینی علیرغم سیاست رسمی چین در مورد بی خدایی دولتی، تعداد مسیحیان چینی به‌طور قابل توجهی از ۴ میلیون قبل از ۱۹۴۹ تا ۶۷ میلیون در سال ۲۰۱۰ افزایش یافته‌است.

در جامعه‌شناسی، سکولارزدایی (به انگلیسی: desecularization) تکثیر یا رشد دین است، معمولاً پس از دوره‌ای از سکولاریزاسیون قبلی. تئوری سکولارزدایی ارتجاعی است نسبت به نظریه قدیمی‌تر معروف به تز سکولارسازی، که انحطاط تدریجی دین را تا حد انقراض مطرح می‌کرد. در چند دهه اخیر، دانشوران به ادامه حضور در کلیسا در کشورهای غربی، افزایش بنیادگرایی مذهبی و رواج منازعات مذهبی به عنوان شاهدی بر اهمیت ادامه‌دار دین در دنیای مدرن اشاره کرده‌اند. یکی از حامیان سابق تز سکولاریزاسیون قبلی، پیتر ال. برگر، اکنون حمایت خود را از این نظریه جدیدتر ابراز کرده‌است و بیان می‌کند که جهان امروز «به همان اندازه همیشه به شدت مذهبی است». مایکل شرمر شکاک نویسد: «در آغاز قرن بیستم، دانشمندان علوم اجتماعی پیش‌بینی کردند که به دلیل سکولاریزه شدن جامعه، اعتقاد به خدا تا پایان قرن کاهش خواهد یافت. در واقع… برعکس این اتفاق افتاده‌است… هرگز در تاریخ به این تعداد و درصد بالایی از مردم به خدا اعتقاد نداشته‌اند. همان‌طور که نیچه اعلام کرد خدا نه تنها نمرده‌است، بلکه هیچگاه زنده تر نبوده‌است.»

## پیش زمینه

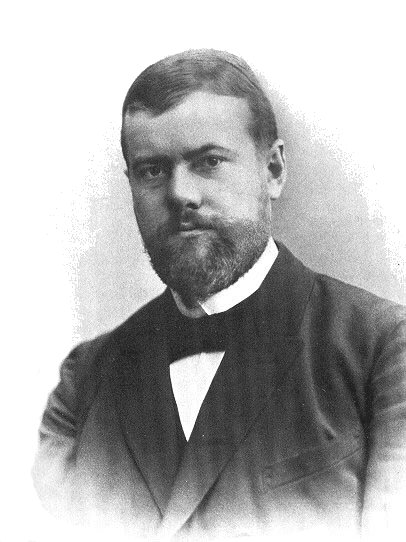
ماکس وبر

بسیاری از محققین قرن نوزدهم بر این باورند که جهان در حال گذراندن فرایند سکولاریزاسیون است. افرادی مانند امیل دورکیم، ماکس وبر، کارل مارکس و زیگموند فروید معتقد بودند که این روند تا زمانی ادامه خواهد داشت که دین اساساً در حوزه عمومی بی‌اهمیت شود. حداقل اعتقاد بر این بود که دین «خصوصی» خواهد شد. تز سکولاریزاسیون توسط عقل‌گرایی، استدلالی که از عصر روشنگری زاده شد، مورد تأکید قرار گرفت. 
طبق نظر نوریس و اینگلهارت، دیدگاه سنتی سکولاریزاسیون قرن نوزدهم را می‌توان به دو دیدگاه (۱) «نظریه‌های طرف تقاضا» و (۲) «نظریه‌های طرف عرضه» تقسیم کرد.

### نظریه‌های طرف تقاضا
نظریه‌های طرف تقاضا دربارهٔ سکولاریزاسیون اصرار دارند که این پدیده «از پایین به بالا» اتفاق می‌افتد، به گونه‌ای که به‌طور کلی، جمعیت عمومی به‌طور فزاینده‌ای عقلانی می‌شوند و مستقل از هر گونه تأثیری از دولت سکولار یا هیئت رهبری مذهبی هستند.
نمونه‌هایی از نظریه‌های طرف تقاضا را می‌توان در شرح‌های ارائه شده توسط وبر و دورکیم یافت. در حالی که وبر به ندرت از اصطلاح «سکولاریزاسیون» استفاده می‌کرد، اما عموماً اعتبار این را که دین به تدریج در حال از دست دادن اهمیت خود در جامعه است را به او می‌دهند. به عقیده وبر، جهان در ابتدا یکپارچه دیده می‌شد و دین، سیاست و اقتصاد همه در یک سطح اجتماعی وجود داشتند؛ بنابراین، اصطلاح «دین» نه ضروری بود و نه به‌طور گسترده استفاده می‌شد، زیرا دین در تمام جنبه‌های زندگی گنجانده شده بود. به گفته وبر، زمانی که جنبه‌های مختلف جامعه مانند سیاست و اقتصاد از دین جدا شد، نابودی دین در حوزه عمومی اجتناب ناپذیر شد.

### نظریه‌های «طرف عرضه»
نظریه‌های طرف عرضه سکولاریزاسیون استدلال می‌کنند که تقاضا برای دین توسط عموم مردم ثابت می‌ماند. این بدان معناست که هرگونه تغییر در چشم‌انداز مذهبی در نتیجه دستکاری «بازار عرضه» توسط رهبران مذهبی رخ می‌دهد؛ بنابراین این دیدگاه این پدیده را به عنوان توسعه از بالا به پایین نگاه می‌کند. استیو بروس استدلال می‌کند که «عرضه» دین زمانی بیشتر است که یک بازار «آزاد» و «رقابتی» برای «ارائه‌دهندگان» دین وجود داشته باشد، مانند اکثر کشورهای غربی، در مقابل کشورهایی که یک مذهب غالب است.

## در ادبیات جامعه‌شناسی

### اصطلاحات و تعریف

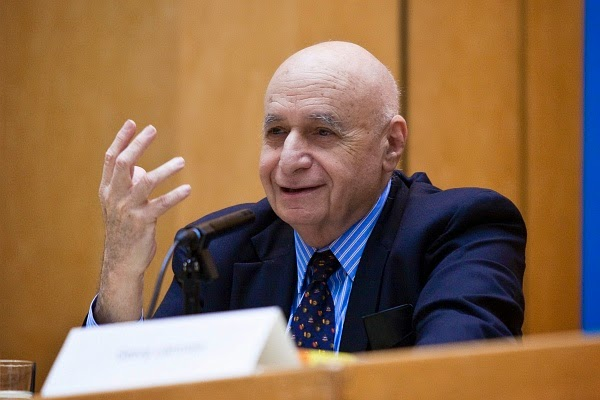
پیتر ال. برگر

اصطلاح «سکولارزدایی» در عنوان اثر اثرگذار پیتر ال. برگر به نام «سکولارزدایی از جهان: دین احیاگر و سیاست جهانی» آمده‌است. به گفته کارپوف، این اصطلاح تحلیل کمی در زمینه جامعه‌شناسی دریافت کرده‌است، با این حال این بخش حداقل به یک پیشرفت مهم در تعریف این اصطلاح از اولین استفاده آن اشاره خواهد کرد.
برگر توضیح می‌دهد که این فرض که دنیای مدرن سکولار است «جعل» شده‌است. در مقاله آنلاین دیگری، او اذعان می‌کند که استفاده اولیه او از این اصطلاح صرفاً به «تداوم حضور پررنگ دین در دنیای مدرن» اشاره دارد. کارپوف از آن زمان به بعد تعریفی از این اصطلاح را توسعه داد که برگر متعاقباً آن را تأیید کرد. کارپوف این اصطلاح را به پدیده‌ای تعریف می‌کند که ضد سکولاریزاسیون است و بنابراین نسبت به دوره قبلی سکولاریسم ارتجاعی است. او بیان می‌کند که سکولارزدایی را می‌توان به‌عنوان «رشد نفوذ اجتماعی دین» تعریف کرد، اما تنها در صورتی که در پاسخ به «روندهای سکولاریزه‌شده قبلی» توسعه یابد. بنابراین، توسعه این اصطلاح توسط کارپوف اساساً این تعریف را محدود به مواردی می‌کند که در آن مذهب به‌طور فعال دوباره برقرار می‌شد و صرفاً با حالت تداوم مخالف بود.

## نمونه‌ها

### درصد بی‌دین‌ها در جهان رو به کاهش است
طبق مقاله پیو ریسرچ با عنوان آینده ادیان جهانی: پیش‌بینی‌های رشد جمعیت، ۲۰۱۰–۲۰۵۰: «بیخدایان، ندانم گرایان و سایر افرادی که به هیچ دینی وابسته نیستند - اگرچه تعدادشان در کشورهایی مانند ایالات متحده و فرانسه افزایش می‌یابد - در کل سهم رو به کاهشی از کل جمعیت جهان دارند.»
مطالعات جهانی فیل زاکرمن جامعه‌شناس در مورد بی خدایی نشان داده‌است که الحاد جهانی ممکن است به این دلیل که کشورهای غیر مذهبی کمترین نرخ زاد و ولد را در جهان دارند و کشورهای مذهبی به‌طور کلی نرخ زاد و ولد بالاتری دارند، رو به افول باشد.
مرکز مطالعه مسیحیت جهانی (CSGC) در حوزه علمیه گوردون-کانول یک مرکز تحقیقاتی دانشگاهی است که روندهای جمعیتی جهان در مسیحیت را رصد می‌کند. بر اساس CSGC، انتظار می‌رود که تعداد ملحدان، ندانم گرایان و غیر مذهبی‌ها بین سال‌های ۲۰۱۹ تا ۲۰۵۰ کاهش یابد

### عضویت در کلیسا در آمریکا
فینکی و استارک بیان می‌کنند که پیروی از کلیسا در آمریکا از سال ۱۷۷۶ تا ۲۰۰۰ از حدود ۱۷ درصد به ۶۲ درصد جمعیت افزایش یافته‌است. آنها استدلال می‌کنند که چشم‌انداز مذهبی در قرن ۲۰ و ۲۱ فقط به این دلیل به نظر می‌رسد دارد از نظر اهمیت محو می‌شود که مسیرهای سنتی عبادت مذهبی با دینداری موج جدید جایگزین شده‌است. در نهایت، آنها ادعا می‌کنند که جمعیت در دنیای مدرن در حال دور شدن از فرقه‌های سنتی یا ثابت مانند کاتولیسیسم و شرکت در امور مذهبی به معنای فردی تر هستند. برای مثال، فینکی و استارک استدلال می‌کنند که دوره استعمار در آمریکا آن‌طور که تصور می‌شد مذهبی نبود و از عضویت در کلیسا به عنوان شاخصی برای دینداری استفاده می‌کردند. در عوض، آنها بر این نظرند که شروع جهانی شدن و کثرت گرایی مذهبی در مقایسه با تاریخ‌های سنتی و یکپارچه کلیساهای جریان اصلی، مسئول نسبت بیشتری از مشارکت کلیسا است.

### مسیحیت ارتدکس در روسیه

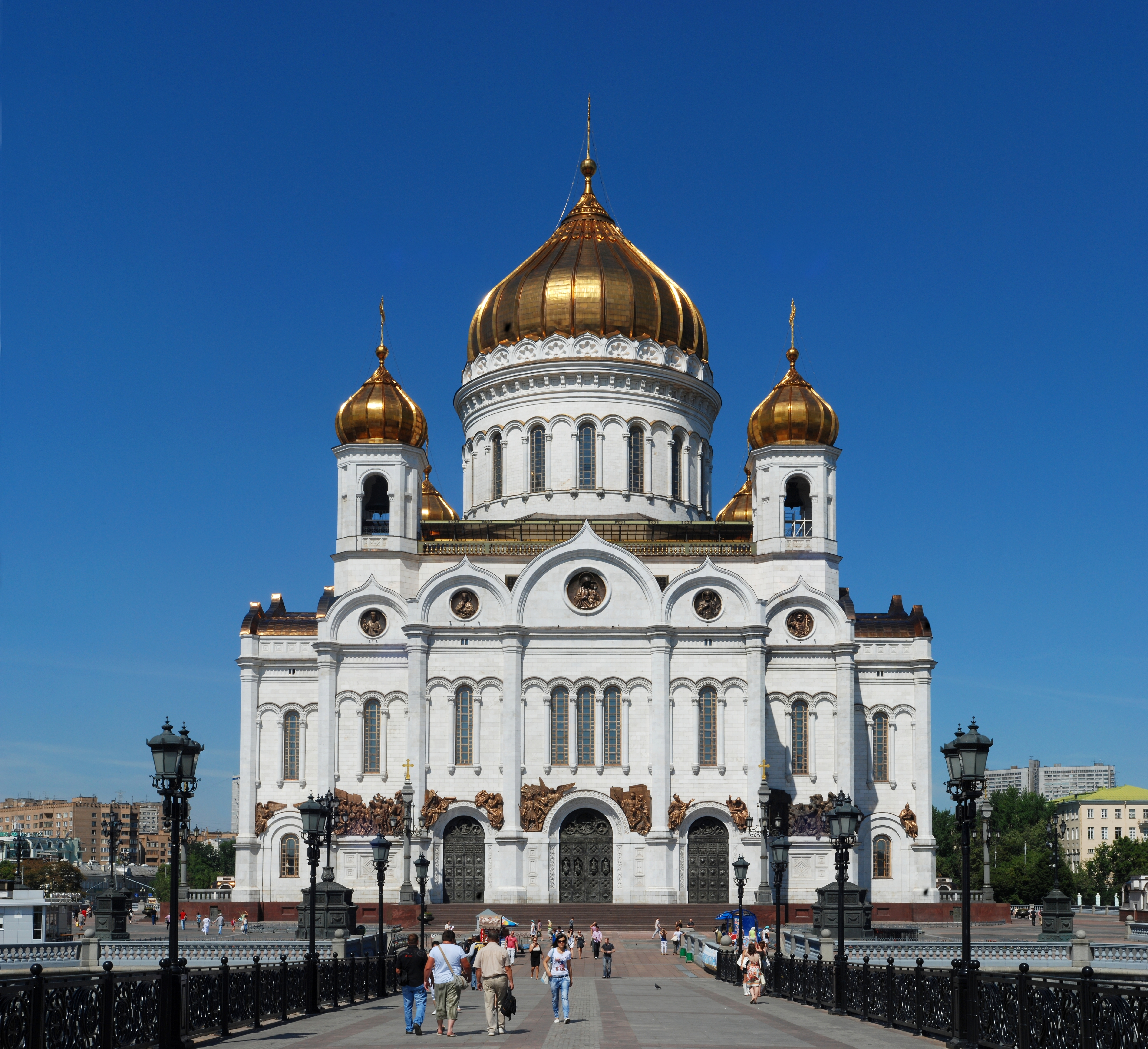
کلیسای جامع مسیح منجی در مسکو، روسیه.

کریستوفر مارش سکولاریزاسیون در روسیه را قبل از فروپاشی اتحاد جماهیر شوروی توضیح می‌دهد و بیان می‌کند که این رژیم با «بی خدایی علمی» مورد تأکید قرار گرفت، که در نهایت در آزار و اذیت روحانیون مذهبی در روسیه در طول دوره رژیم تجلی یافت. این سکولاریزاسیون در بررسی‌های انجام شده بین سال‌های ۱۹۸۱ و ۱۹۹۰ نشان داده شد که نشان دهنده کاهش شدید باورهای مذهبی و ماوراء طبیعی به ویژه در جوانان بود. در مطالعه لامبرت، ۱۲ متغیر در نظرسنجی برای نشان دادن دینداری استفاده شد که شامل تمایل به دعا، اعتقاد به زندگی پس از مرگ و غیره بود. علاوه بر این، در مطالعه ای که توسط Evans و Northmore-Ball انجام شد، ۸۰ درصد افراد در سال ۲۰۰۷ ادعا کردند که ارتدوکس روسی هستند، و تنها نیمی از جمعیت در سال ۱۹۹۳، بلافاصله پس از فروپاشی اتحاد جماهیر شوروی، این گونه بودند. هم برگر و هم کارپوف از این شواهد برای تقویت روایت‌های خود در خصوص سکولارزدایی در زمان حال استفاده می‌کنند.

### اونجلیسم در روسیه
تعداد زیادی از مبلغان مذهبی که در حال حاضر در روسیه فعالیت می‌کنند از فرقه‌های پروتستان هستند.
بر اساس یک نظرسنجی که در پایان سال ۲۰۱۳ انجام شد، ۲ درصد از روس‌های مورد بررسی به عنوان پروتستان یا شاخه دیگری از مسیحیت معرفی شدند.

### تجدید حیات مذهبی در فرانسه
حضور در کلیساهای کاتولیک در سال‌های اخیر به ویژه در شهرهای بزرگتر افزایش یافته‌است.
فرانسه دومین جمعیت مسلمان مهاجر اروپا را دارد.

### سکولاریزاسیون در آلمان

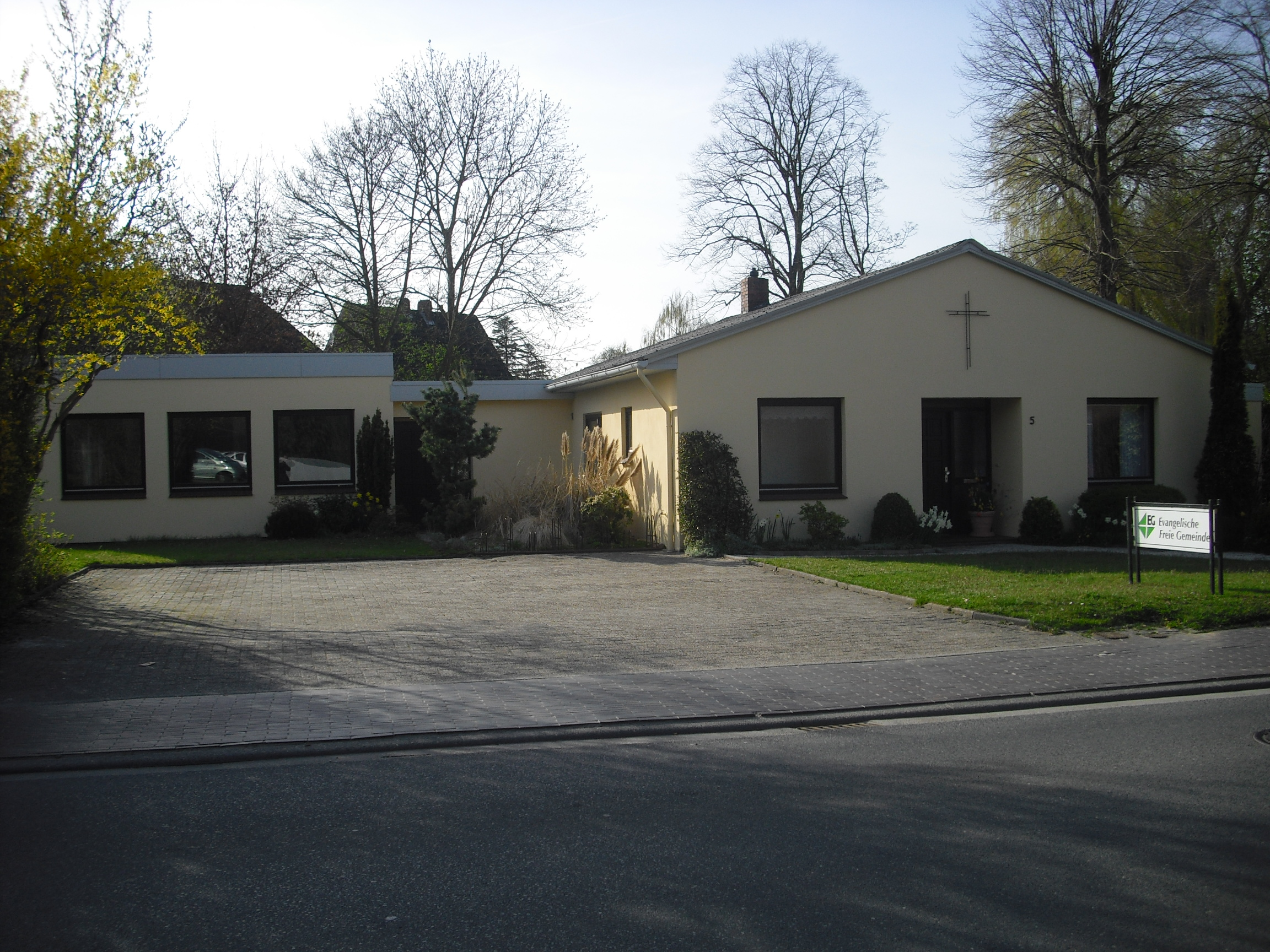
کلیسای آزاد انجیلی Jever، ناحیه فریزلند، نیدرزاکسن، آلمان.

در ۱۷ مارس ۲۰۱۴، وب سایت خبری دویچه وله گزارش داد که مسیحیت انجیلی در آلمان در ۱۰ سال گذشته دو برابر شده‌است.
آلمان بزرگ‌ترین جامعه مهاجر مسلمان در اروپا را دارد.

### سکولاریزاسیون در شرق آسیا
زنگ الگوی مذهبی فزاینده ای را در امتحانات ورودی خدمات کشوری مورد بحث قرار می‌دهد - آزمون‌هایی که برای مرتب کردن متقاضیان برای خدمات کشوری و «توجیه سلسله مراتب اجتماعی» و همچنین امتحانات آکادمیک برای مدرسه و دانشگاه در نظر گرفته شده‌است. این مطالعه از شواهد قوم نگارانه و مصاحبه با کارمندان دولت برای ارائه شواهدی برای این پدیده استفاده می‌کند. زنگ استفاده سیستمی از اماها را برجسته می‌کند - نمادهای نماز که در شینتوئیسم و سایر ادیان آسیای شرقی استفاده می‌شود، تا نتایج مثبت در امتحانات ورودی را به دست آورند. به گفته زنگ، اینها به اندازه کافی در برخی از نقاط ژاپن رایج هستند، به طوری که دانشگاه‌های فردی مانند دانشگاه کیو در توکیو، الگوهای دعای خود را برای دانشجویان آینده ارائه می‌دهند. زنگ همچنین دریافت که در دو زیارتگاه غیر آکادمیک جداگانه در ژاپن، بیش از نیمی از اماها ها به سمت چنین امتحاناتی هدایت می‌شوند. تعداد مسیحیان چینی به‌طور قابل توجهی افزایش یافته‌است. از ۴ میلیون قبل از ۱۹۴۹ به ۶۷ میلیون در سال 2010. مسیحیت در کره جنوبی از ۰/۲ درصد در سال ۱۹۴۵ به ۳/۲۹ درصد در سال ۲۰۱۰ افزایش یافته.

## پاسخ‌ها به تز سکولارزدایی
تزهای متضاد سکولارسازی و سکولازدایی و کاربرد آنها در مدرنیته بحث‌های زیادی را برانگیخته است. برخی از محققان قرن بیستم و بیست و یکم استدلال کرده‌اند که تز سکولارسازی باطل نشده و اصطلاح «سکولارزدایی» تنها در شرایط جامعه ای و خاص به کار می‌رود. برایان آر. ویلسون عنوان کرده‌است که تجاری شدن همچنان به تضعیف دین در رابطه با نهادهای مذهبی مانند کلیسا و نهادهای غیرمذهبی مانند واحد خانواده و نهادهای اقتصادی ادامه می‌دهد.
منتقدان نظریه معاصر سکولارزدایی مانند ویلسون هنوز اذعان دارند که دینداری به دلیل تداوم تقوای دینی در سراسر جهان به سمت انقراض نمی‌رود. با این حال، آنها استدلال می‌کنند که رابطه آن با نهادهای سیاسی و اقتصادی به دلیل افزایش فشار حوزه‌های علمی و فناوری در واقع رو به افول است. آنها استدلال می‌کنند که این گزاره هم در مدرنیته موجه است و هم با تصورات قرن نوزدهم از سکولاریزاسیون که پیش‌بینی «خصوصی شدن» دین، اگر نگوییم انقراض آن را می‌کنند، سازگار است. از این رو، منتقدان سکولارزدایی بر این نظرند که در حالی که این نظریه می‌تواند برخی از مصادیق تداوم و تجدیدنظر شده دینداری را توضیح دهد، رابطه بین دین و تفتیش عقاید خصوصی و دولت‌ها را به اندازه کافی توصیف نمی‌کند.

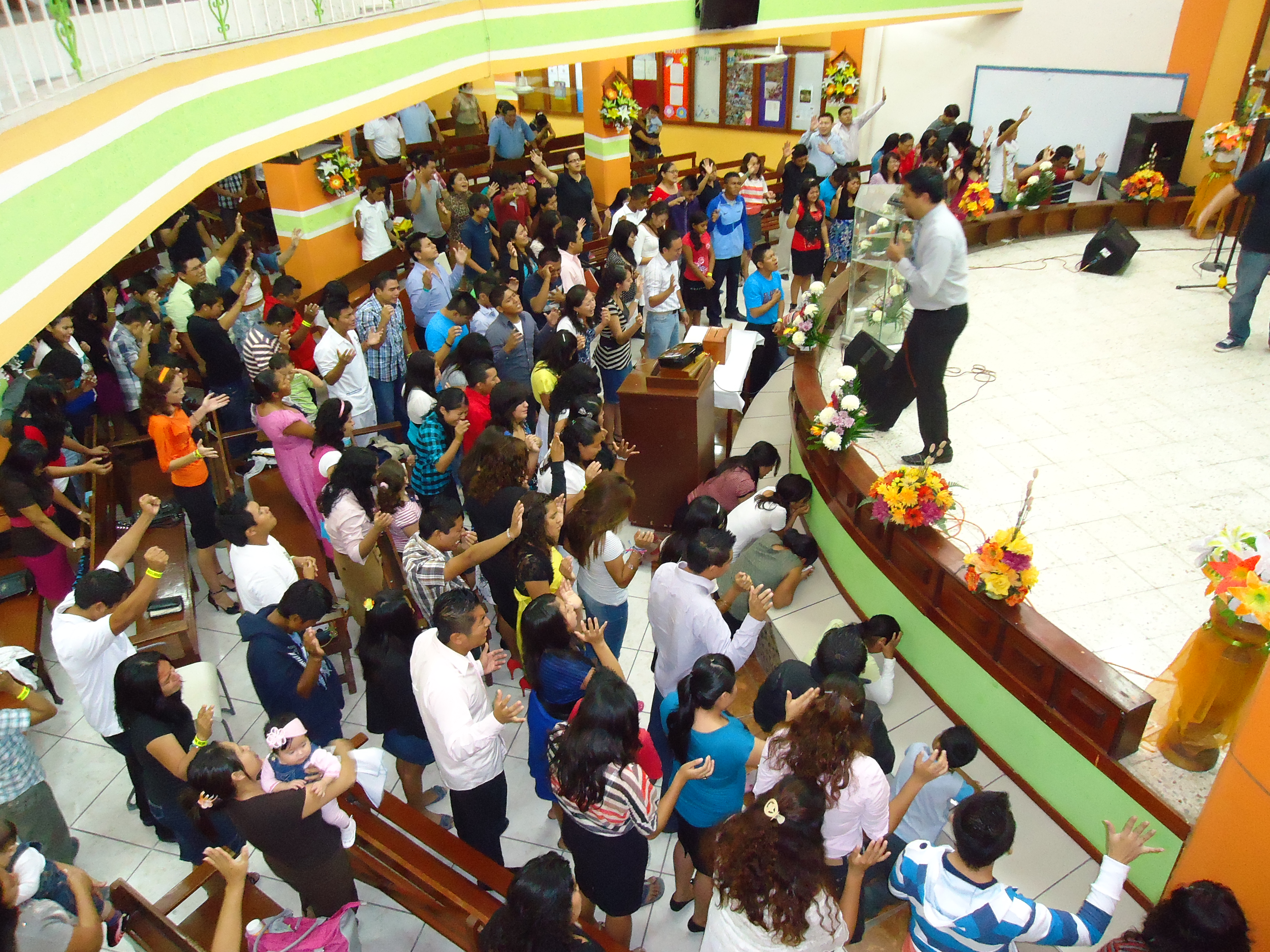
مراسم عبادت در مرکز Fait Emanuel از مجامع خدا در کانکون، مکزیک. در حال دعا با دست بالا و به زبان لاتین.